# Anna Catharina Bischoff

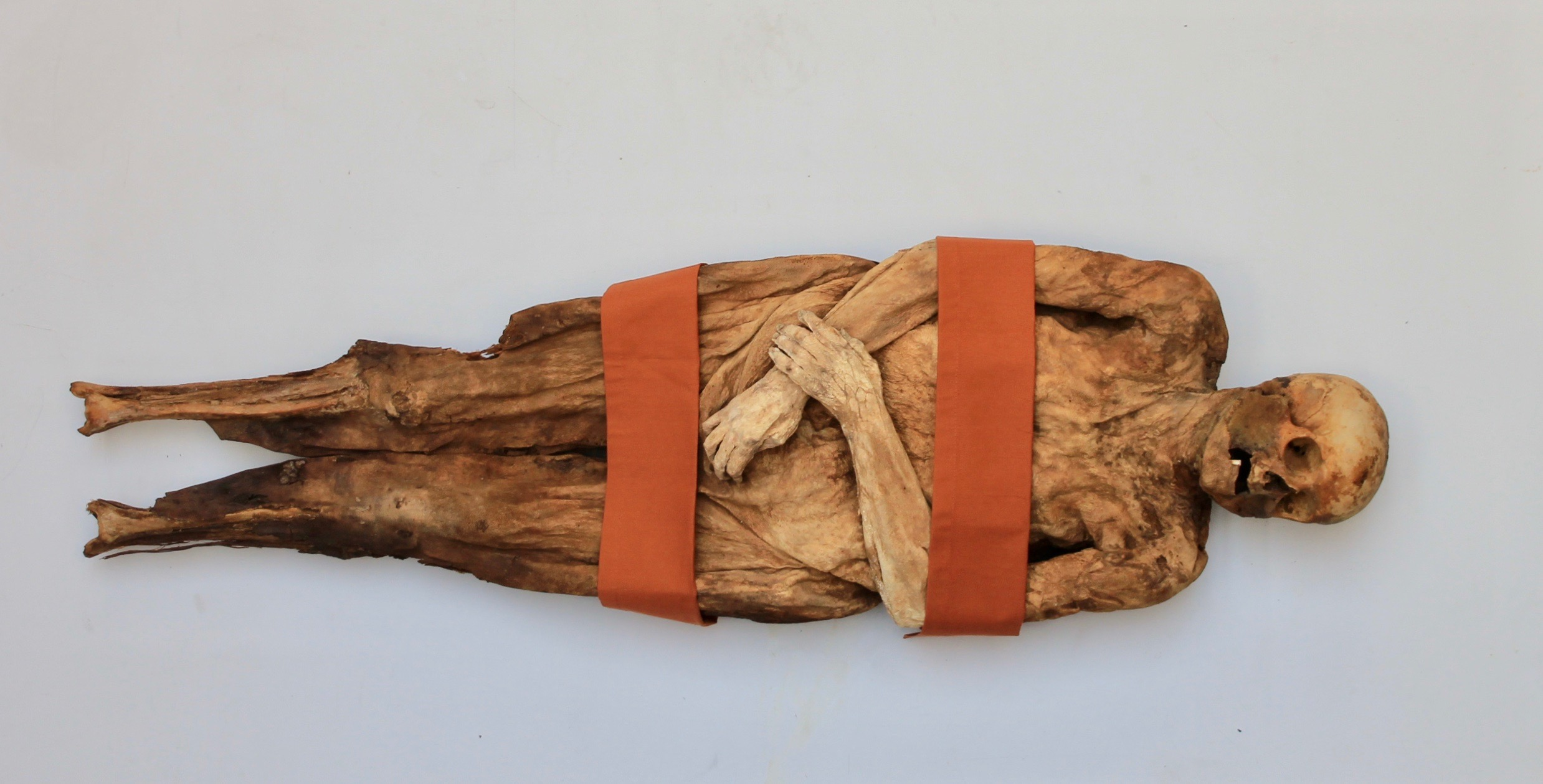
Mumie der Anna Catharina Bischoff (Foto: 2019)

Anna Catharina Bischoff (* 23. März 1719 in Strassburg; beigesetzt am 30. August 1787 in Basel), auch bekannt als «Dame/Mumie aus der Barfüsserkirche», war die Gattin des Pfarrers Lucas Gernler. Bekannt wurde sie 1975, als ihre mumifizierte Leiche in einem Schacht in der Barfüsserkirche in Basel gefunden wurde.

## Vorgeschichte
Im 19. Jahrhundert wurde in der Barfüsserkirche nach einem Umbau Salz französischer Herkunft gelagert. Es löste sich, sickerte in den Boden, stieg durch osmotische Prozesse in die Sandsteinsäulen auf und drohte sie zu sprengen. Weil dadurch die gesamte Statik der fast 800 Jahre alten Kirche bedroht war, wurde die Kirche 1975 umfassend saniert. Zusätzlich zur Bausanierung führte die Archäologische Bodenforschung Basel-Stadt eine Rettungsgrabung durch, bei der Hunderte von Bestatteten ausgegraben und dokumentiert wurden.

## Der Fund

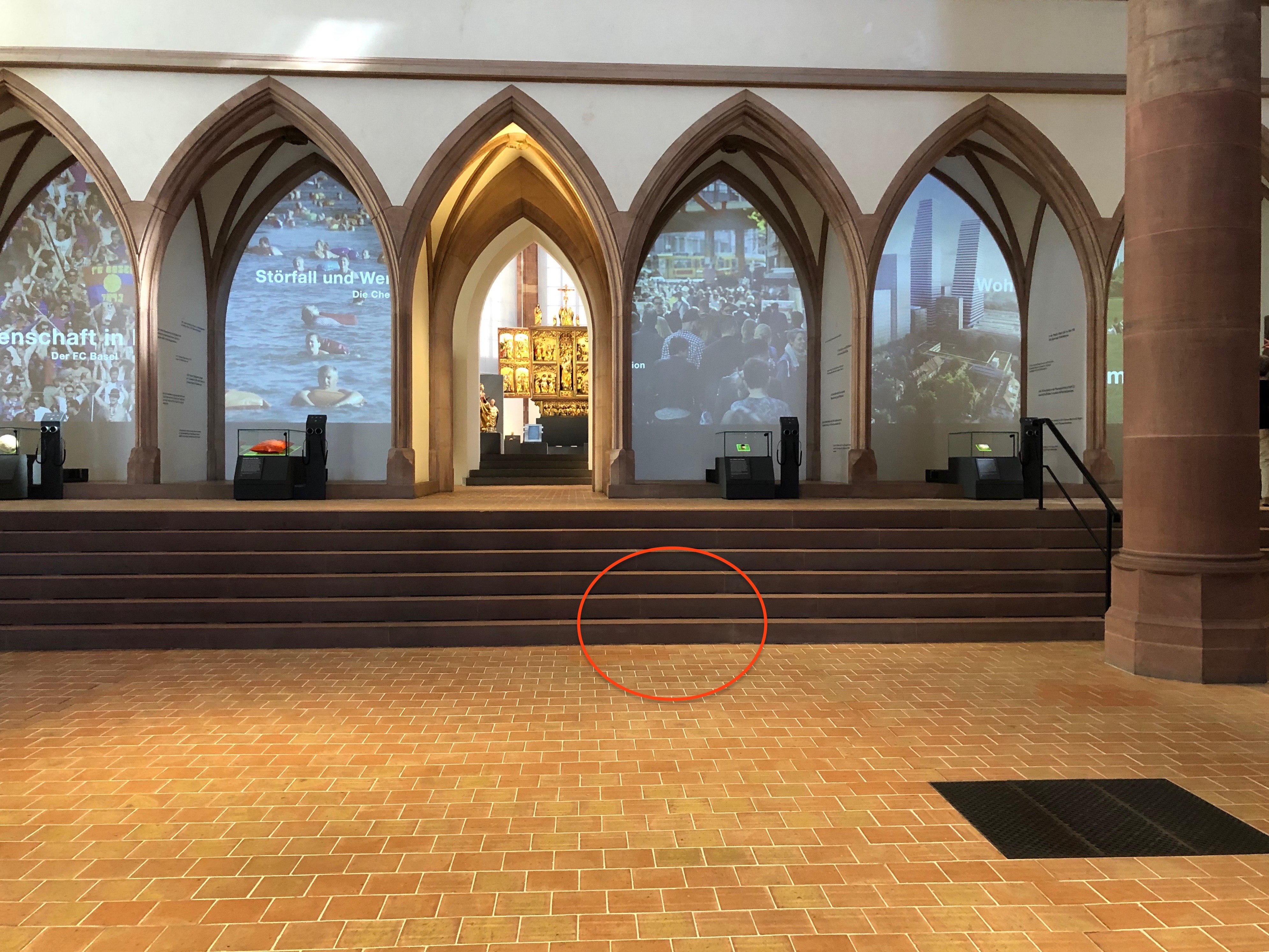
Ungefährer Fundort des Sarges (Foto: 2019)

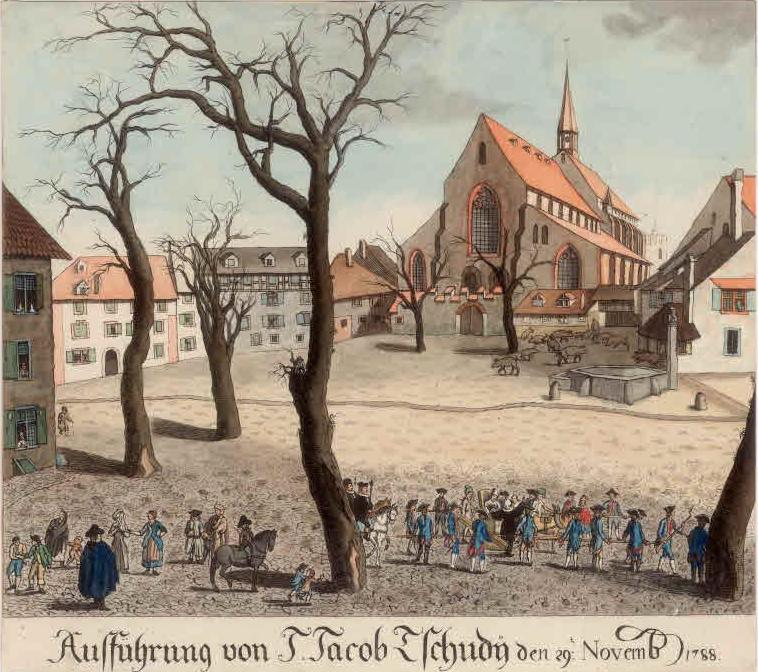
Der Barfüsserplatz 1788

Am 20. Oktober 1975 stiessen Arbeiter vor dem Chor auf eine Grabkammer aus Backsteinen, in der übereinander zwei vollständig erhaltene Holzsärge lagen, darunter waren Knochen. Im oberen grösseren Sarg lag ein weibliches Skelett, im unteren kleineren lag der fast vollständig mumifizierte Leichnam einer Frau, die als «Dame/Mumie aus der Barfüsserkirche» bekannt werden sollte.

## Erste Untersuchungen
Die Frau war in einem einfachen Sarg aus Tannenholz bestattet worden. Teile ihrer Bekleidung und Reste ihrer Haare hatten sich erhalten. Die Mumie war in einem guten Zustand, einzig Kopf und Füsse waren skelettiert. Die linke Hand umfasste den rechten Arm über dem Handgelenk. Ihre Grösse betrug 142 Zentimeter, die Frau war also auch für historische Zeiten klein. Viele Hautfalten lassen auf einen fülligen Körperbau schliessen.

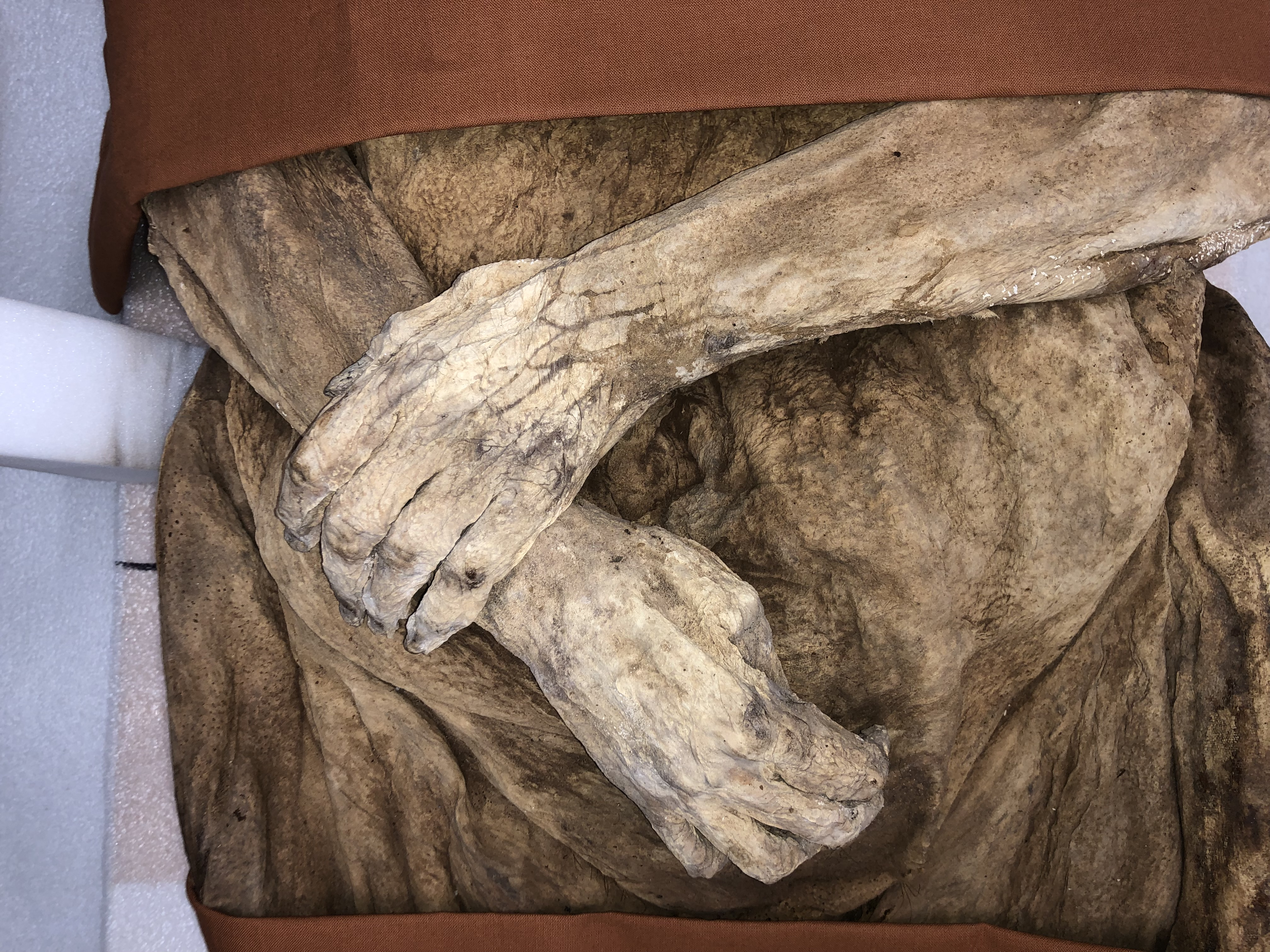
Hände
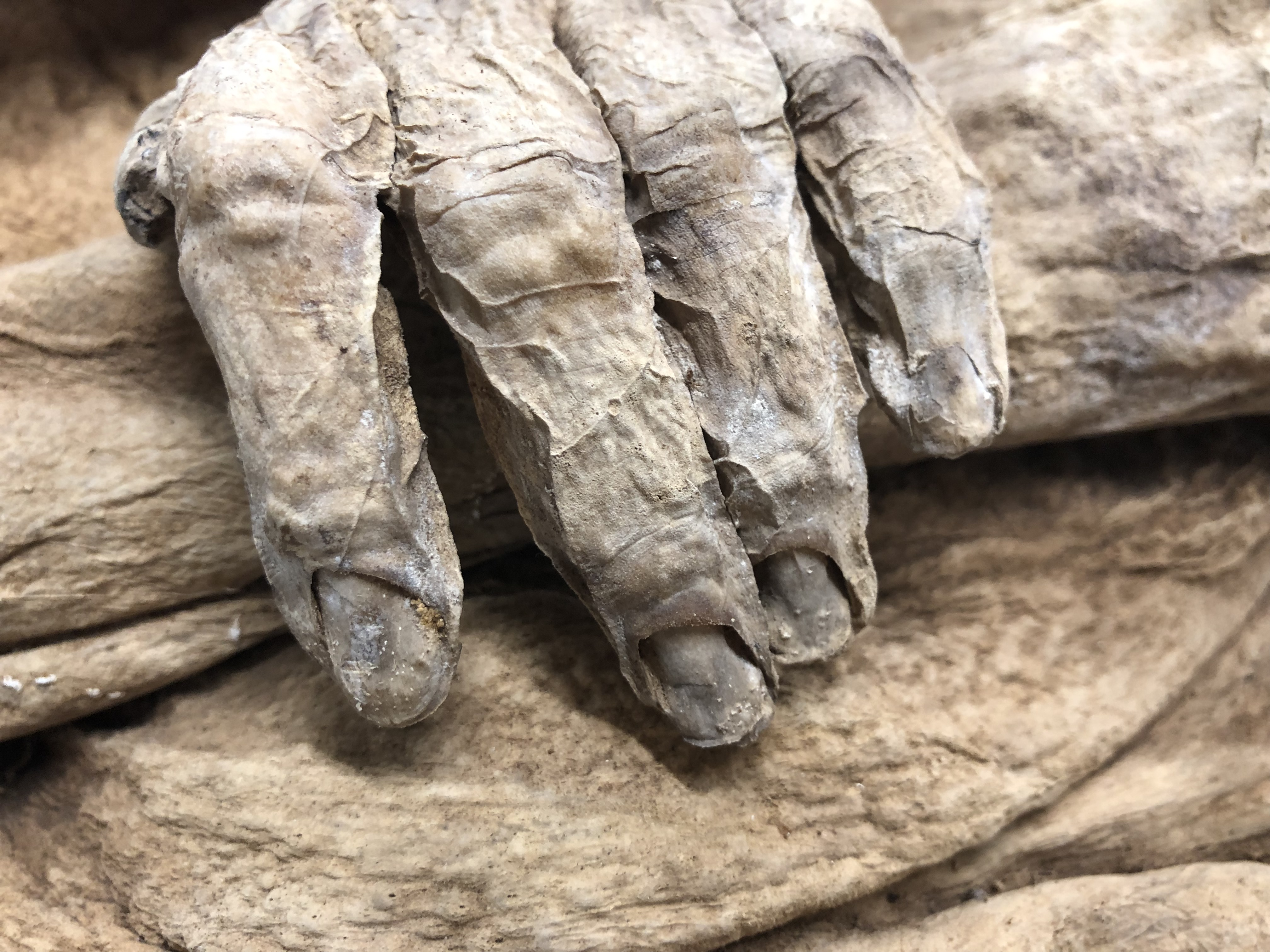
Hand
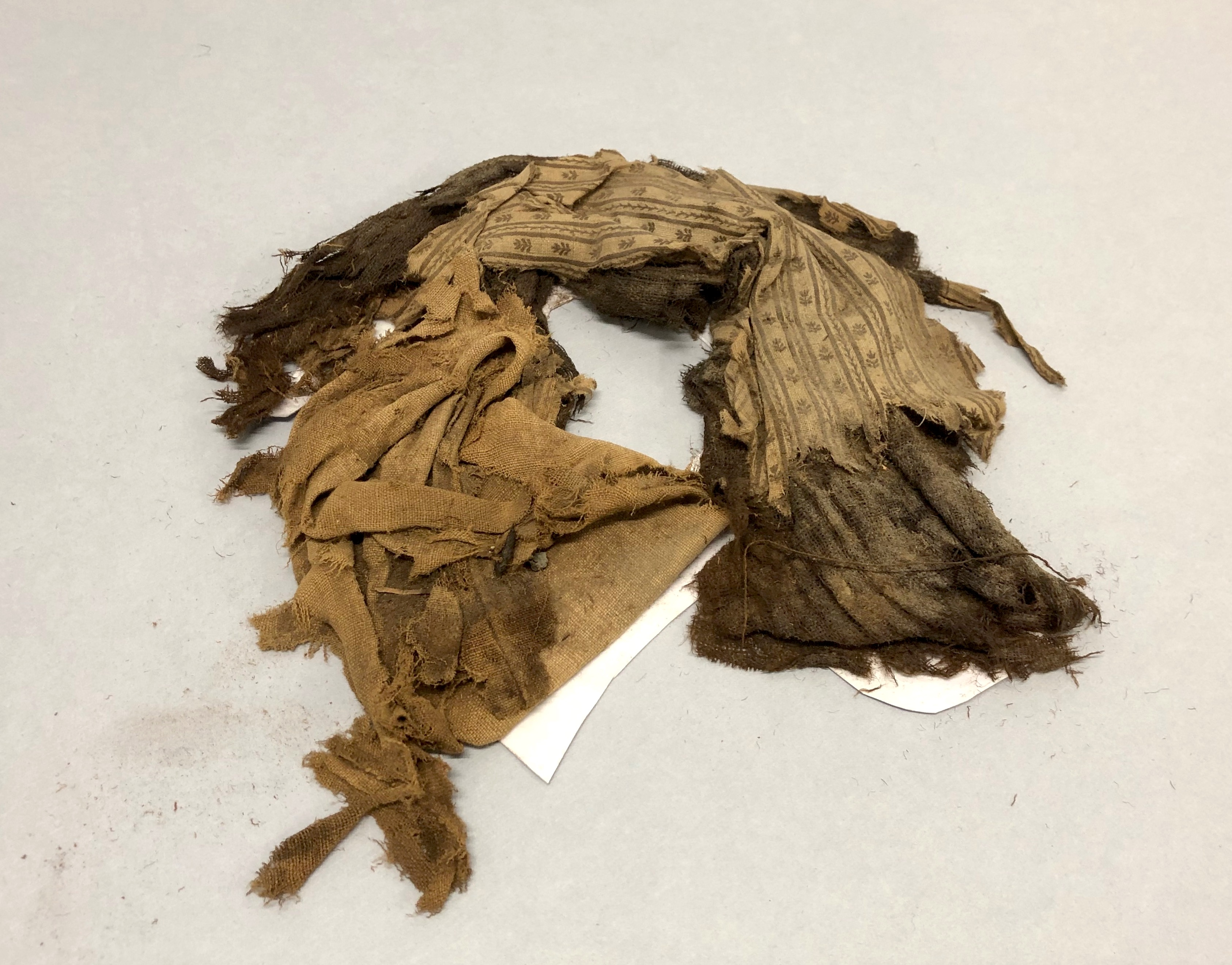
Rest ihres Kleides

Eine erste Untersuchung durch den Anthropologen Bruno Kaufmann ergab 1976, dass die Verwesung durch giftiges Quecksilbersulfid verhindert worden war, das sich im ganzen Körper, vor allem aber in der Lunge nachweisen liess und für ihre vollständige Mumifizierung verantwortlich ist. Auch das Klima in Grabkammer und Sarg blockierten die Zersetzung des Körpers durch Mikroben.

## Neue Forschungen

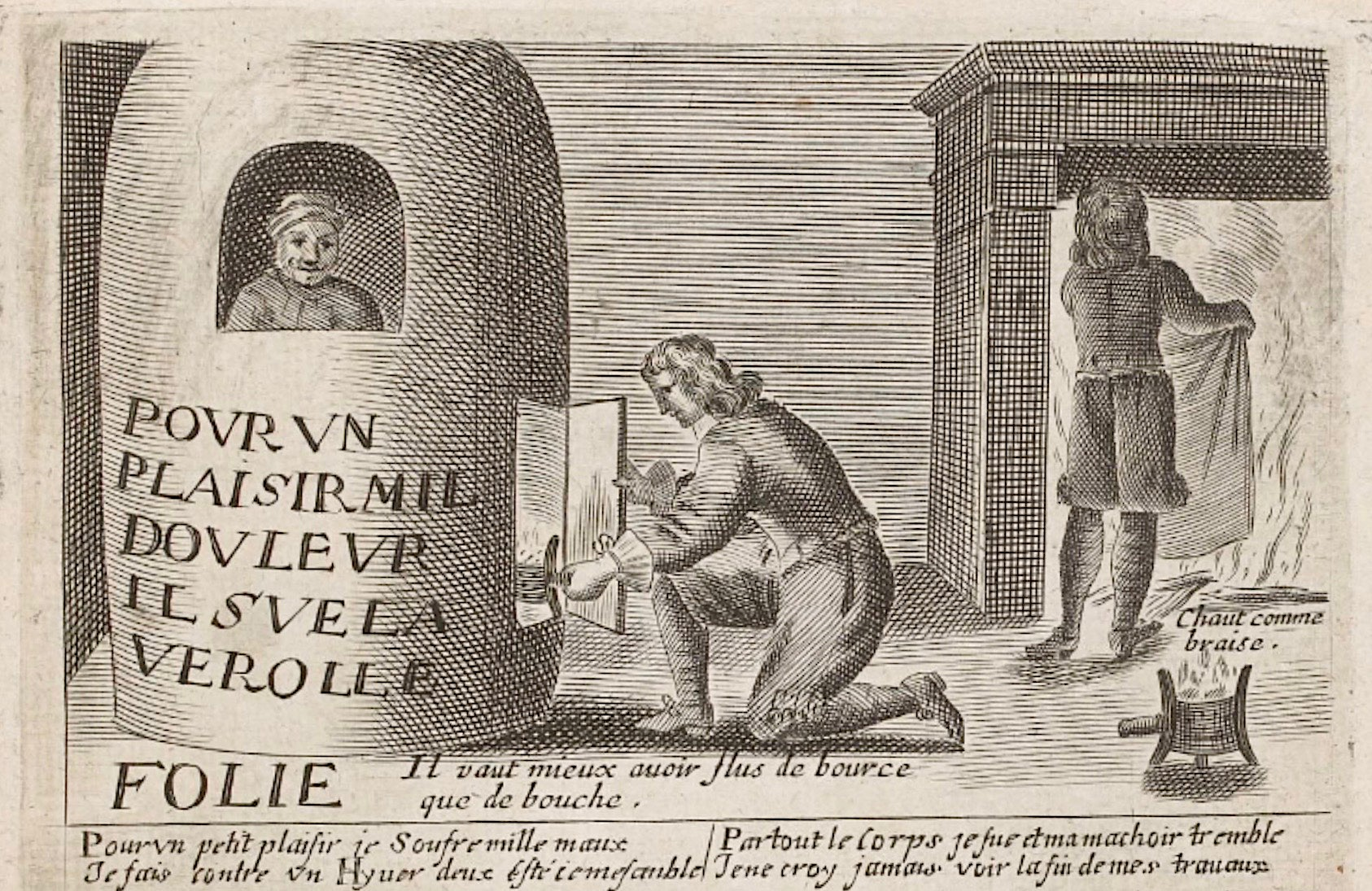
Eine Behandlung mit Quecksilberdämpfen. In einer kleinen Kammer wurden die Dämpfe eingeatmet. Darstellung aus dem 17. Jahrhundert

Seit 2015 wird die Mumie mit moderner Analytik unter der Leitung von Gerhard Hotz am Naturhistorischen Museum Basel untersucht. Durch computertomographische Analysen wurde eine Atherosklerose der Bauchschlagader und eine mit Steinen gefüllte Gallenblase nachgewiesen, was auf einen hohen Konsum von fettreichem Fleisch und reichlich Kohlenhydraten schliessen lässt. Zu Lebzeiten hatte sie infolge zuckerreicher Kost und schlechter Mundhygiene alle Zähne des Oberkiefers verloren, im Unterkiefer hatten sich kariöse Vorder- und Eckzähne erhalten.
Der Nachweis von Quecksilber in der Lunge und anderen Organen brachten in den 1970er-Jahren Medizinhistoriker zum Schluss, dass sich die Frau einer Quecksilberinhalationstherapie unterzogen hatte, einer damals üblichen Behandlungsmethode, die aber nur bei gravierend an Syphilis erkrankten Patienten eingesetzt wurde. Die mit moderner Analysetechnik gemessene Quecksilberbelastung liegt aber unterhalb der Schwelle, die eine Quecksilbervergiftung anzeigen würde. Anna Catharina Bischoff hatte zwar Quecksilber im Körper, doch ist es aufgrund der aktuellen Datenlage nicht erwiesen, ob dies auch zum Tod geführt hat. Somit ist nicht eindeutig erwiesen, woran sie verstorben ist. Ob dies an den Folgen der Syphilis oder einer Kombination der Syphilis und der Quecksilberbelastung war, müssen weitere Untersuchungen zeigen.
Wie sich Anna Catharina infiziert hatte, ist heute nicht mehr festzustellen. Möglichkeiten sind neben Geschlechtsverkehr eine Ansteckung beim Bader durch kontaminierte Instrumente oder im nahegelegenen Strassburger Syphilisspital, wo sie ihren Gatten bei seinen Krankenbesuchen begleitete. Dort ist auch ein «Schwitz-Stübli» nachgewiesen, wo vielleicht Inhalationen mit Quecksilberdampf durchgeführt wurden. Die Patienten sassen – ähnlich wie in einer Sauna – in einem erhitzten Raum und atmeten die giftigen Dämpfe ein. Nach einer vorübergehenden Besserung erfolgte häufig eine tödlich verlaufende Quecksilbervergiftung.

## Identifikation

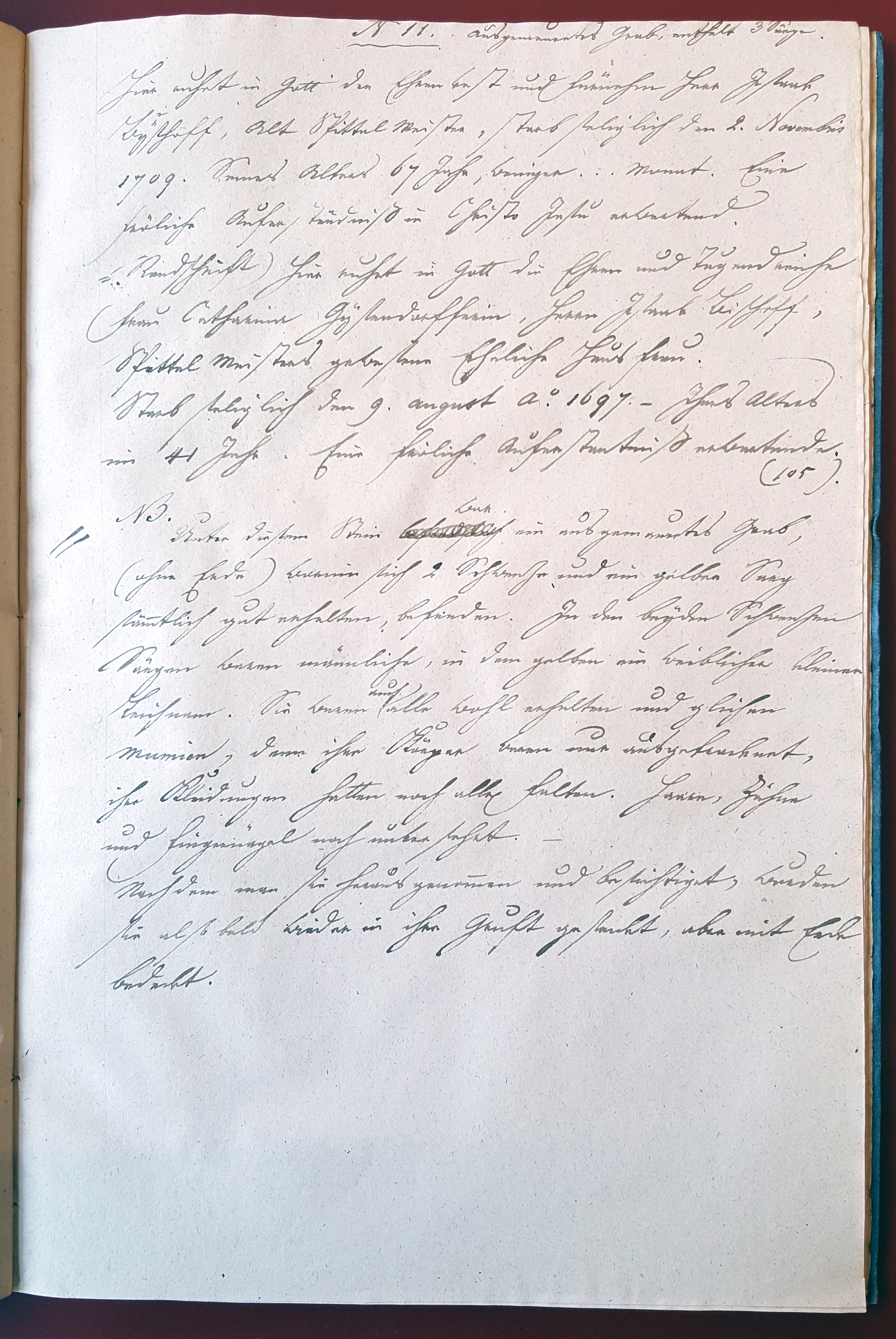
Die Aktennotiz des Bauleiters Blendinger

Die prominente Lage ihres Grabes – es lag nur drei Gräber von Bürgermeister Johann Rudolf Wettstein entfernt – liess die Vermutung zu, dass sie der Oberschicht angehörte; diese Lage war sonst Angehörigen des Klerus oder hohen Würdenträgern vorbehalten.
Dokumente des Kirchenarchivs zeigten, dass der Schacht vor dem Chor im Oktober 1843 schon einmal geöffnet worden war; damals wurde der Saal der Kirche zu einem Lagerraum für Kaufleute umgebaut. Als Arbeiter die Grabplatte mit der Nummer 11 entfernten, entdeckten sie darunter ein Grab mit drei Särgen. Den entscheidenden Text in den Aufzeichnungen des Bauleiters Blendinger entdeckten 2016 Marie-Louise Gamma und Diana Gysin, Mitarbeiterinnen des Bürgerforschungsprojekts Basel, das historische Quellen entziffert und transkribiert.
Den Text auf der Grabplatte beschrieb Blendinger wie folgt:
Grabstein N 11  ausgemauertes Grab, enthelt 3 Särge. Hier ruhet in Gott der Ehrenvest und Fürnehm Herr Isaak Byschoff, Alt Spittel Meister, starb seliglich den 2. Novembris 1709. Seines Alters 67 Jahr weniger ... Monat. Eine fröliche Auferständniß in Christo Jesu erwartend. Hier ruhet in Gott die Ehren und Tugendreiche Frau Catharina Gysendorfferin, Herrn Isaak Bischoff, Spittel Meisters gewesene Eheliche Hausfrau. Starb seliglich den 9. August ao 1697. -Ihres Alters im 41 Jahr. Eine fröliche Auferstantniß erwartend

(105)
Die Nummer 105 verwies auf das Grabsteinverzeichnis der Barfüsserkirche von 1771, in dem 110 Familiengräber und Informationen über die Bestatteten aufgeführt sind. Es wird unter der Signatur StABS Bauakten JJ 32 bis 33 im Staatsarchiv Basel-Stadt aufbewahrt. Als Position 105 ist beim Familiengrab des Spitalmeisters Bischoff notiert, dass seine Enkelin Anna Catharina Bischoff im August 1787 beigesetzt wurde.
Weiter hielt Blendinger fest:
NB.

Unter diesem Stein war ein ausgemauertes Grab, (ohne Erde) worinn sich 2 Schwarze und ein gelber Sarg, sämmtlich gut erhalten, befanden. In den beyden Schwarzen Särgen waren männliche, in dem gelben ein weiblicher kleiner Leichnam. Sie waren auch alle wohl erhalten und glichen Mumien, denn ihre Körper waren nur ausgetrocknet, ihre Kleidungen hatten noch alle Falten. Haare, Zähne und Fingernägel noch unversehrt. Nachdem man sie herausgenommen und besichtiget, wurden  sie alsbald wieder in ihre Gruft gesenkt, aber mit Erde bedeckt.
Damit lag erstmals ein Name der Verstorbenen vor. Blendingers Beschreibung des «weiblichen kleine Leichnams» stimmt mit der 1975 zum zweiten Mal ausgegrabenen Mumie von Anna Catharina Bischoff überein.

## Genealogie

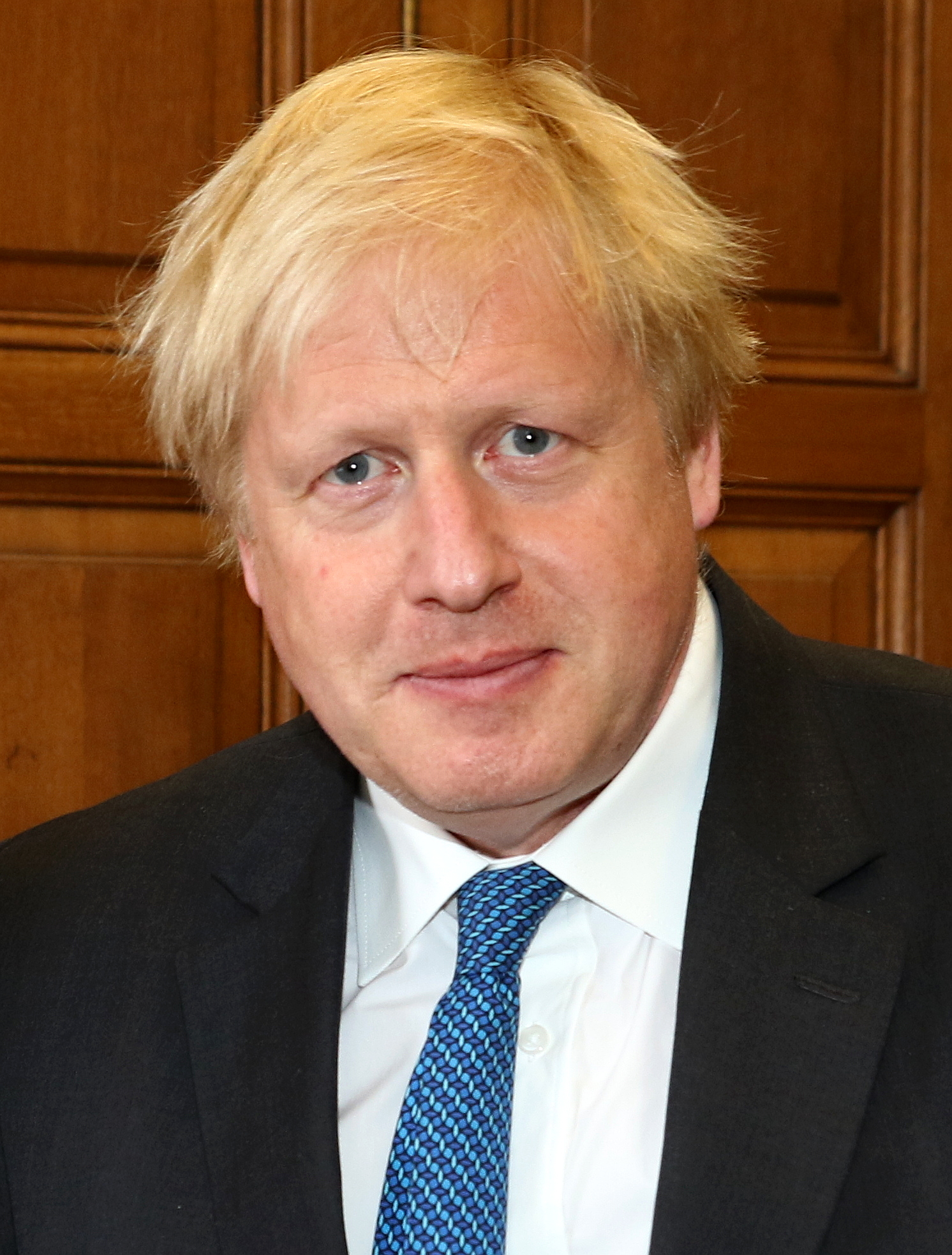
Ein Nachfahre der Dame aus der Barfüsserkirche: Der ehemalige englische Premier Boris Johnson (Foto: 2018)

Einem Forscherteam des Instituts für Mumienforschung Eurac Research in Bozen gelang es, die mitochondriale DNA der Mumie zu isolieren und eine Variante der Haplogruppe U nachzuweisen. Damit war die Grundlage für eine wissenschaftliche Identifizierung geschaffen. Nun mussten über die weibliche Linie lebende Nachfahren der Mumie gefunden werden, um deren Speichel mit der Mumien-DNA abzugleichen. Das Team der Genealogen des Bürgerforschungsprojekts Basel übernahm diese aufwendige Arbeit und erstellte einen Stammbaum der weiblichen Linie. Die genealogischen Informationen entstammen Kirchenbüchern, Heiratsverzeichnissen und Internetforen.
Als Vorfahrin sieben Generationen in der Vergangenheit erwies sich die 1512 geborene Justina Froben, eine Tochter des Basler Buchdruckers Johann Froben. Von ihr aus gelang es Diana Gysin und Marie-Louise Gamma, eine ununterbrochene weibliche Linie über 15 Generationen zu rekonstruieren, die vom Anfang des 16. Jahrhunderts bis zu Rosemary Probst-Ryhiner in der Gegenwart führte. Da im 19. Jahrhundert eine Nachfahrin Anna Catharina Bischoffs in die USA ausgewandert war, konnte dort noch eine zweite Linie bestimmt werden.
Von beiden Familien wurden DNA-Proben analysiert. Beide ergaben eine Übereinstimmung ihrer DNA mit derjenigen der Mumie von mehr als 99,8 Prozent. Damit war bewiesen, dass am 30. August 1787 die am 23. März 1719 in Strassburg geborene Anna Catharina Bischoff beerdigt worden war.
Über Anna Catharina Bischoffs Schwiegersohn Christian Friedrich Pfeffel von Kriegelstein führt die Linie direkt zum englischen Politiker Boris Johnson; seine Urgrossmutter war Marie Luise von Pfeffel.
Ein Team von BBC World News reiste im Januar 2018 zu der Medienveranstaltung im Naturhistorischen Museum Basel, um über die Urahnin des prominenten Politikers zu berichten.
| Verwandtschaft mit Boris Johnson | Verwandtschaft mit Boris Johnson  | Verwandtschaft mit Boris Johnson                       | Verwandtschaft mit Boris Johnson  | Verwandtschaft mit Boris Johnson  | Verwandtschaft mit Boris Johnson   | Verwandtschaft mit Boris Johnson   | Verwandtschaft mit Boris Johnson | Verwandtschaft mit Boris Johnson | Verwandtschaft mit Boris Johnson |
| -------------------------------- | --------------------------------- | ------------------------------------------------------ | --------------------------------- | --------------------------------- | ---------------------------------- | ---------------------------------- | -------------------------------- | -------------------------------- | -------------------------------- |
| Heirat                           | ⚭ 1738                            | ⚭ 1759                                                 | ⚭ 1808                            | ⚭ 1836                            | ⚭ 1881                             | ⚭ 1906                             | ⚭1936                            | ⚭ 1963                           |                                  |
| w                                | Anna Catharina Bischoff 1719–1787 | Anna Katharina Gernler 1739–1776                       | Carolina von Tettenborn 1789–1811 | Karoline von Rothenburg 1805–1872 | Hélène Arnous de Rivière 1862–1951 | Marie Louise von Pfeffel 1882–1944 | Yvonne Eileen Williams 1907–1987 | Charlotte Fawcett * 1942         |                                  |
| m                                | Lucas Gernler 1704–1781           | Christian Friedrich Pfeffel von Kriegelstein 1726–1807 | Christian von Pfeffel 1765–1834   | Karl Max von Pfeffel 1811–1890    | Hubert von Pfeffel 1843–1922       | Stanley Fred Williams 1880–1955    | Osman Johnson Kemal 1909–1992    | Stanley Johnson * 1940           | Boris Johnson * 1964             |

### Vorfahren von Anna Catharina Bischoff
Eltern

Hans-Jakob Bischoff (* 12. Dezember 1683, † 1733); Augusta Margaritha Burckhardt (* 24. Januar 1697, † 28. Dezember 1735)
Grosseltern mütterlicherseits

Catharina Burckhardt-Krug (1659–1714); Johann Rudolf Burckhardt (1654–1730)
Grosseltern väterlicherseits

Catharina Bischoff-Gysendörfer (1656–1697); Isaak Bischoff (1642–1709)
Schwiegereltern

Theodorf Gernler (1670–1723), Valeria Gernler-Ortmann (1677–1746)

### Nachkommen von Anna Catharina Bischoff
Theodor Gernler (* 25. November 1738 in Strassburg, † 1740 ebenda) 

Anna Katharina (* 1739, † 1776 in Versailles), ⚭ mit  Christian Friedrich Pfeffel von Kriegelstein (1726–1807) 

Valérie Gernler (* 1741 in Strassburg, † unbekannt) 

Augusta Maria Gernler (* 1744 in Strassburg, † 1804 in Basel) 

Salome Gernler (* 1744 in Strassburg, † 1746 in Strassburg) 

Lukas Gernler (* 1749 in Strassburg, † 1750 ebenda) 

Johann Lukas Gernler (* 22. November 1751 in Strassburg, † unbekannt)

## Leben

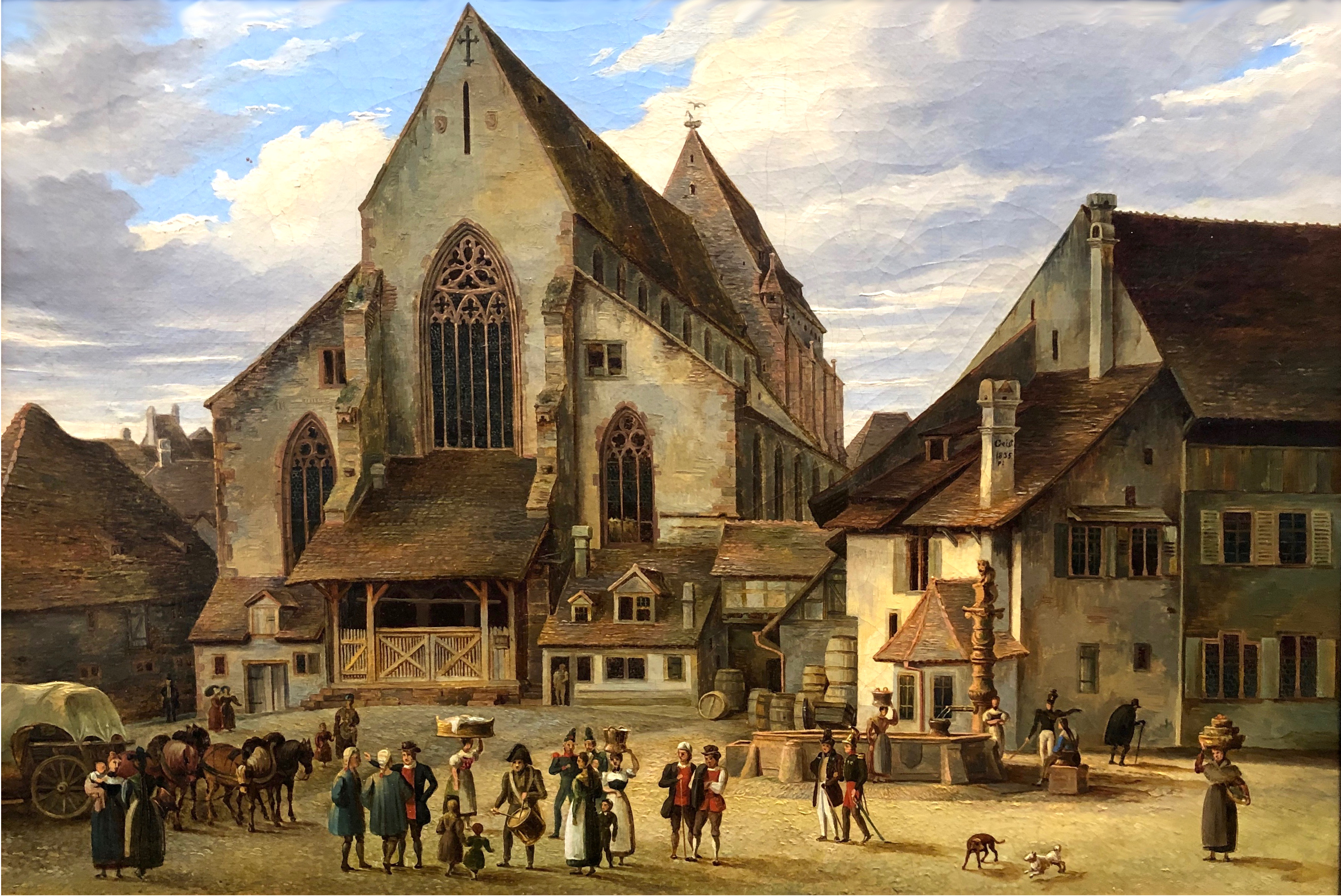
Um 1835, als die Kirche als Lagerraum genutzt wurde

Anna Catharina Bischoff, eine Enkelin des Basler Spitalmeisters Isaak Bischoff, entstammte einem alten Basler Geschlecht. Sie kam am 23. März 1719 in Strassburg als ältestes von fünf Geschwistern zur Welt, von denen ausser ihr nur ihre jüngere Schwester Anna Margaretha überlebte. Ihre Eltern waren der Schweizer reformierte Pfarrer Johann Jakob Bischoff (1683–1733) und Augusta Margaretha Burckhardt (1697–1735). Die wohlhabende Familie lebte mitten in Strassburg in einem zweistöckigen Haus mit zehn Zimmern und einer Dienstmagd. Ihr Vater verstarb 1733 im Alter von 49 Jahren, als Anna Catharina knapp 14 Jahre alt war. Im selben Jahr kehrte die Witwe Augusta Margaretha Bischoff-Burckhardt mit ihren beiden minderjährigen Töchtern in ihre Herkunftsstadt Basel zurück. Vorher aber lernte Anna noch ihren zukünftigen Mann kennen, den 15 Jahre älteren Lucas Gernler (1704–1781). Er war von 1732 bis 1733 als Pfarrer Stellvertreter ihres Vaters in Wolfisheim gewesen, wo die Gottesdienste abgehalten wurden. Später wurde er sein Nachfolger.
Das Paar heiratete 1738 in Basel und zog dann nach Strassburg zurück. Anna Catharina brachte insgesamt sieben Kinder zur Welt, von denen aber nur zwei Töchter überlebten. Augusta blieb ledig, die andere, Anna Katharina Gernler (1739–1776), heiratete den deutschen Historiker und Diplomaten Christian Friedrich Pfeffel von Kriegelstein. Sie verstarb 1776 in Versailles im Alter von 37 Jahren.
1781 verstarb Lucas Gernler im Alter von 77 Jahren an einem Schlaganfall; er hinterliess zahlreiche Briefe und ein Kirchengesangbuch. Ein Jahr nach seinem Tod zog Anna Catharina, damals 62 Jahre alt, nach Basel. Dort lebte sie bis zu ihrem Tod vermutlich bei ihrer jüngeren Schwester Anna Margareta Geymüller-Bischoff (1724–1804), die einen vermögenden Kaufmann geheiratet hatte.
Anna Catharinas Urenkel Karl Maximilian von Pfeffel (1811–1890) heiratete später Paul von Württembergs uneheliche Tochter Karoline von Rothenburg. Die beiden sind die Urururgrosseltern von Boris Johnson, der damit in achter Generation ein Nachfahre der Dame aus der Basler Barfüsserkirche ist.

## Offene Fragen
Ein vierzigköpfiges Team aus zahlreichen Bereichen wie Anthropologie, Genealogie, Forensik, Molekulargenetik, Medizingeschichte und Toxikologie schuf in zwei Jahren die Grundlagen, die zur Identifikation der Toten führten. Trotz dieser umfassenden Abklärungen bleiben noch Fragen offen:
- Was hat es mit der auffallenden Handhaltung der Mumie auf sich?
- Wo sind die 1843 von Blendinger erwähnten zwei männlichen Mumien geblieben?
- Woher stammt die skelettierte Leiche, die 1975 im oberen Sarg gefunden wurde? Der Schädel stammt von einem etwa 25-jährigen Mann, das übrige Skelett von einer etwa 40-jährigen Frau. Es könnte sich um Anna Catharinas Grossmutter Catharina Gysendörffer handeln, die 1697 beerdigt worden war. Sie war 41 Jahre alt geworden. Der Schädel des Mannes konnte bisher noch nicht näher bestimmt werden.[9]
- Gab es einen Briefwechsel zwischen Anna Catharina Bischoff und ihrer Tochter Anna Katharina Gernler (1739–1776)? Wenn ja, in welchem Archiv sind diese Briefe zu finden?
- Gibt es ein Porträt von Anna Catharina Bischoff und ihrem Ehemann Lucas Gernler?

## Wie gehen die Forschungen weiter?
Das vierzigköpfige Team forscht weiter mit dem Ziel, die offenen Fragen zu beantworten und das Leben und Wirken der Anna Catharina Bischoff in Buchform einer breiten interessierten Öffentlichkeit zugänglich zu machen. Diese Forschungen geschehen in Kooperation mit dem Departement für Geschichte der Universität Basel. Die Forschungen werden am Naturhistorischen Museum Basel koordiniert.

## Buch und Ausstellung

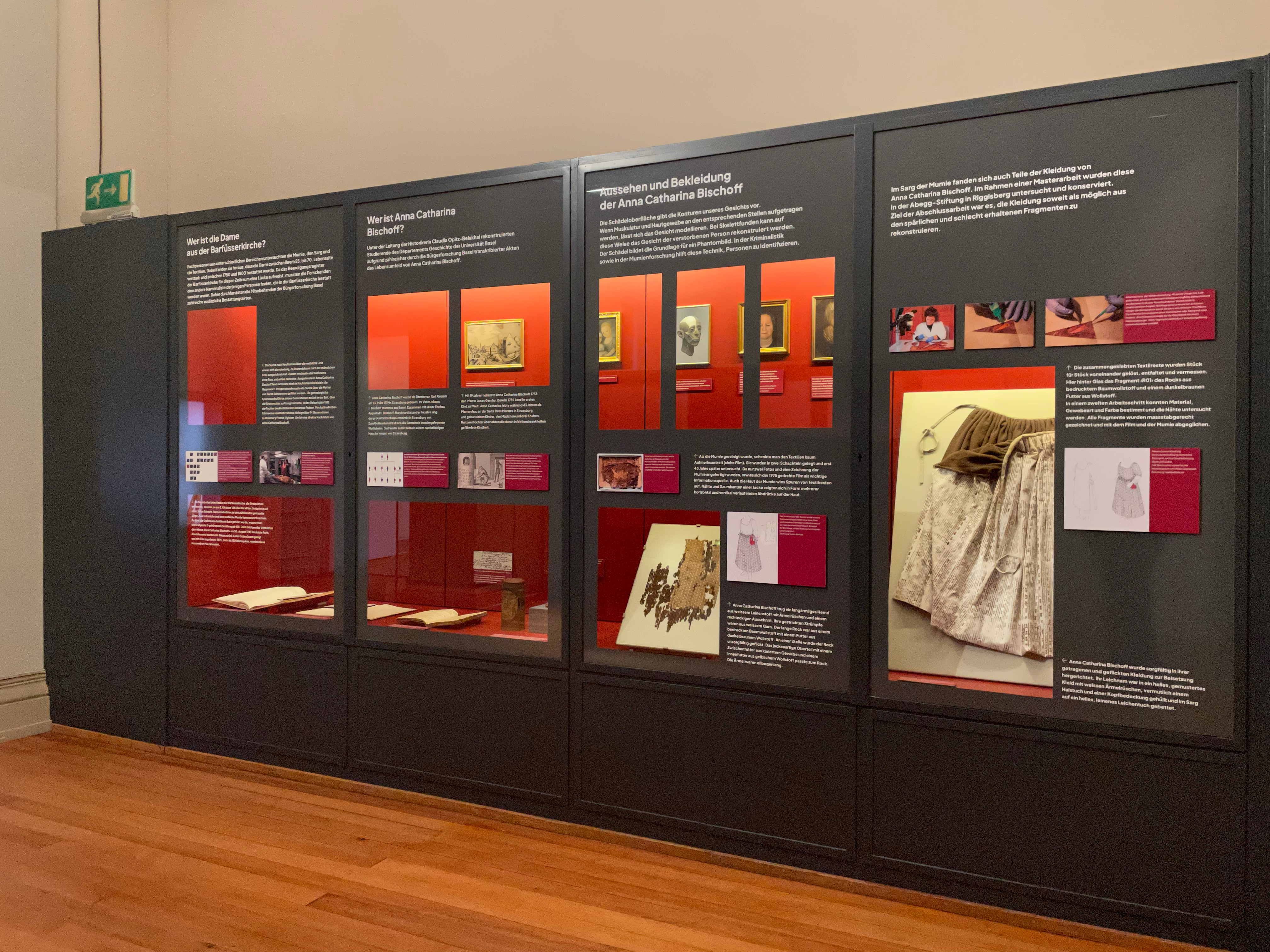
Vitrinen mit der Sonderausstellung zu Anna Catharina Bischoff (Foto: 2021)

Die Mumie war bis zum 13. März 2022 im Naturhistorischen Museum Basel ausgestellt.
Im Herbst 2021 erschien die Publikation «Anna Catharina Bischoff. Die Mumie aus der Barfüsserkirche – Rekonstruktion einer Basler Frauenbiografie des 18. Jahrhunderts», das die umfangreiche Arbeit eines interdisziplinären Forschungsteams beschreibt und Einblicke in ein Frauenschicksal des 18. Jahrhunderts und in den Alltag im Basel und Strassburg jener Zeit gibt. Herausgeber sind Gerhard Hotz und Claudia Opitz-Belakhal. Eine kleine Sonderausstellung zeigte bis zum 2. Januar 2022 neben der Mumie unter anderem Schriftstücke und Reste der Kleidung. Aufgrund des Schädels und molekulargenetischer Analysen konnte Ursula Wittwer-Backofen eine Rekonstruktion ihres Gesichts vornehmen.